# Каджано
Каджано (італ. Caggiano) — муніципалітет в Італії, у регіоні Кампанія, провінція Салерно.
Каджано розташоване на відстані близько 300 км на південний схід від Рима, 110 км на схід від Неаполя, 65 км на схід від Салерно.
Населення — 2780 осіб (2014).
Щорічний фестиваль відбувається 13 червня. Покровитель — Sant'Antonio di Padova.

## Демографія
Населення за роками:

Станом на 1 січня 2023 року в муніципалітеті офіційно проживало 85 іноземців з 23 країн, серед них 19 громадян країн Євросоюзу та 4 громадяни України.

## Сусідні муніципалітети
- Аулетта
- Пертоза
- Полла
- Сальвітелле
- Сант'Анджело-Ле-Фратте
- Савоя-ді-Луканія
- В'єтрі-ді-Потенца